# Кият-Сараймин
Кия́т-Сарайми́н (укр. Кият-Сараймін, крымскотат. Qıyat Saray Miñ, Къыят Сарай Минъ) — исчезнувшее село в Ленинском районе Республики Крым, располагавшееся на востоке района и Керченского полуострова, примерно в 3 км к юго-востоку от современного села Горностаевка.

## История
В Камеральном Описании Крыма… 1784 года записана одна деревня Кюй Сараймен, в последний период Крымского ханства входившая в Дин Керченский кадылык Кефинского каймаканства, хотя, вероятно, это были 2 отдалённых участка (маале) одного селения, которое и впоследствии учитывали то как одно, то порознь. Вновь, как самостоятельная, деревня встречается после реформы волостного деления 1829 года, в результате которой Кият Сарай Мин, согласно «Ведомости о казённых волостях Таврической губернии 1829 года», отнесли к Чурубашской волости (переименованной из Аккозской), но на карте 1842 года обозначены уже развалины деревни Сараймин.
Время повторного заселения неизвестно, но, в 1860-х годах, когда после земской реформы Александра II, деревню приписали к Сарайминской волости, согласно «Списку населённых мест Таврической губернии по сведениям 1864 года», составленному по результатам VIII ревизии 1864 года, Сараймин — владельческая татарская деревня с 10 дворами и 18 жителями при колодцах. На трёхверстовой карте Шуберта 1865—1876 года вновь обозначены развалины деревни Сараймин. Упоминается в «Памятной книге Таврической губернии 1889 года», по результатам Х ревизии 1887 года, согласно которой в деревнях Коп-Сараймин, Кият-Сараймин, Ортель и Коп-Кочеген вместе числилось 224 двора и 1209 жителей. Последний раз упоминается в «…Памятной книжке Таврической губернии на 1892 год», согласно которой в безземельной деревне Коп-Сараймин, не входившей ни в одно сельское общество, жителей и домохозяйств не числилось. В дальнейшем в доступных источниках не встречается.